# Neottia gaudissartii
Neottia gaudissartii är en orkidéart som beskrevs av Hand.-mazz. Neottia gaudissartii ingår i släktet näströtter, och familjen orkidéer. IUCN kategoriserar arten globalt som akut hotad. Inga underarter finns listade i Catalogue of Life.